# Режими змащення

Діаграма Ґерси-Штрібека

Режи́ми зма́щення — умови роботи змащуваних деталей механізмів, що характеризують їх контактну взаємодію під час тертя. Використовуються в трибології для аналізу роботи спряжень.
Режими змащування зручно розглядати за допомогою діаграми Ґерси-Штрібека, в якій коефіцієнт тертя μ пов'язаний з характеристикою режиму змащування (в'язкістю, швидкістю — υ і навантаженням — N) спряження. Розрізняють гідродинамічний, граничний і змішаний режими змащення.

## Гідродинамічний режим змащення
За гідродинамічного режиму змащення (ділянка III діаграми) поверхні деталей повністю розділені шаром мастильного матеріалу. Товщина шару мастила (h) значно більше величини шорсткості поверхонь (Ra). Тертя між ними зумовлене об'ємними (в'язкісними) властивостями мастильного матеріалу. Знос поверхонь відсутній. У режимі гідродинамічного змащення працюють підшипники ковзання колінчастого валу і турбіни автомобільного двигуна внутрішнього згоряння.

## Граничне змащення (або граничне тертя)
За граничного змащення (ділянка I діаграми), поверхні деталей контактують між собою. Товщина шару мастила значно менше величини шорсткості поверхонь. Тертя між ними зумовлене властивостями мастильного матеріалу відмінними від об'ємних. Знос поверхонь залежить від фізико-хімічних взаємодій, що відбуваються на плямах фактичного контакту поверхонь.
У режимі граничного змащення працює пара «стінка циліндра — поршневе кільце» у двигуні внутрішнього згоряння; напрямні ковзання верстатів. Ще одним прикладом граничного змащення є ковзання по льоду шини автомобіля під час його уповільнення, коли мастильним середовищем є тонка плівка води, що утворилася від тертя шини об лід.

## Змішане змащення
За змішаного змащення (ділянка II діаграми) деякі частини поверхонь знаходяться в режимі гідродинамічного, а деякі граничного змащування. Відстань між поверхнями може бути порівняна з величиною їх шорсткості.

## Особливі види змащення
До особливого виду змащення можна віднести газодинамічний режим, коли мастильним матеріалом виступає газ (повітря), наприклад у гіроскопічних пристроях.
Виділяють також сухе тертя, чи тертя незмащених поверхонь. Поверхні знаходяться в безпосередньому контакті за умови відсутності мастила. На діаграмі умови сухого тертя умовно показано точкою на осі значень коефіцієнта тертя. У режимі сухого тертя працюють автомобільні диски зчеплення.